# Haidplatz
Der Haidplatz ist einer von vielen Plätzen in der Regensburger Altstadt. Als besonders großer Platz, heute im Zentrum der Altstadt, hat der Platz schon bald nachdem die Römer das östlich benachbarte Römerlager verlassen hatten, im Laufe der Jahre des frühen Mittelalters durch zunehmende Besiedlung besondere Bedeutung gewonnen. Im späten Mittelalter wurde der Platz umgeben von großen mittelalterlichen Bauten und gewann dadurch eine besondere Bedeutung für öffentliche Veranstaltungen. Die Gestaltung und Nutzung des Haidplatzes war mit der baulichen Entwicklung und Nutzung der gesamten Altstadt von Regensburg immer eng verbunden. Deshalb ist es verständlich, dass im 20. Jahrhundert die zunehmende Wohnbebauung der Altstadt und der damit zunehmende Autoverkehr zur Nutzung des Haidplatzes als beliebter Autoparkplatz geführt hat. Erst nach den Maßnahmen zur Verkehrsberuhigung in den 1990er Jahren konnte der Haidplatz seine verloren gegangene ehemalige Aufenthaltsqualität für Einheimische und Besucher wieder zurückgewinnen.

## Lage und bauliche Entwicklung
Der Haidplatz ist Mittelpunkt einer innerstädtischen Platzfolge, die, im Osten beginnend mit dem Alten Kornmarkt, zunächst über den Domplatz verläuft und dann weiter verläuft über Krauterer Markt, Kohlenmarkt, Watmarkt und Rathausplatz. Diese Platzfolge wird dann von der kurzen Neue Waag-Gasse an den westlichen Haidplatz angeschlossen. Weiter nach Westen verlängert wird der Platz durch die Ludwigsstraße, die an ihrem Ende im Westen an den Arnulfsplatz anschließt. Bis 1830 erfolgte der Anschluss mit dem ehemaligen Ruozanburgtor, (später nach Umbau auch genannt Uhrenturm oder „Neue Uhr“) heute nach Abbruch 1830 ohne Toranlage.

## Name, Entstehung und Nutzung
Der Name des Platzes geht zurück auf die althochdeutsche Bezeichnung Heida für ein mit Gesträuch bewachsenes Gelände, das sich außerhalb des römischen Legionslagers Castra Regina westlich vor der dort von Nord nach Süd verlaufenden Mauer des Römischen Militärlagers mit ihrem Westtor, der Porta principalis Sinistra, gebildet hatte.
Ob das Gelände des Platzes schon zur Zeit des unmittelbar östlich angrenzenden römischen Legionslagers auch als Siedlungsgelände der weiter westlich am Bismarckplatz nachgewiesenen römischen Zivilsiedlung gedient hat, ist nicht bewiesen, aber wahrscheinlich. Gesichert ist eine Bebauung im südlichen Bereich.
Sicher ist, dass im Norden des Platzes eine Ausfallstraße vom Legionslager von Osten nach Westen verlief zum 4 km entfernten Kleinkastell Großprüfening. Im Mittelalter entwickelte sich diese Straße über den Haidplatz zu einer Hauptverkehrsverbindung im gesamten Stadtgebiet vom Ostentor zum damaligen Ruozanburgtor am westlichen Ende der damaligen Straße, die heute Ludwigstraße heißt und am heutigen Arnulfsplatz endet.
Die Bezeichnung Heida ist auch für das Mittelalter nachweisbar, was zeigt, dass der Platz noch lange durch Grasbewuchs gekennzeichnet war. Im Mittelalter und in der frühen Neuzeit bekam der Platz repräsentative Bedeutung als Standort für Gebäude am Platzrand, die dem Aufenthalt und der Beherbergung hochgestellter Besucher dienten. Der Freiraum des Platzes wurde ein beliebter Ort für Versammlungen, Veranstaltungen und Turniere, wie z. B. das Turnier der Dollingersage im 10. Jahrhundert zwischen Hans Dollinger und dem Heiden Krako
Zum Ende des 20. Jahrhunderts war der Platz nach jahrelangem starken Bus- und Durchgangsverkehr zu einem Autoparkplatz degeneriert. Im Zuge der nach Verkehrsfreimachung der Altstadt von Regensburg, wurde der Haidplatz 1982 bis 1985 neu gestaltet und ist heute nur über drei verkehrsberuhigte Straßen und vier Fußgängerpassagen erreichbar. Wegen der heute niedrigen Verkehrsbelastung, der vielen Gaststätten und Cafés, der häufigen öffentlichen Veranstaltungen und der eindrucksvollen Randbebauung mit einigen mittelalterlichen Hausburgen mit Geschlechtertürmen hat der Haidplatz heute für Einheimische und Besucher eine hohe Aufenthaltsqualität.

## Entwicklung des Platzes

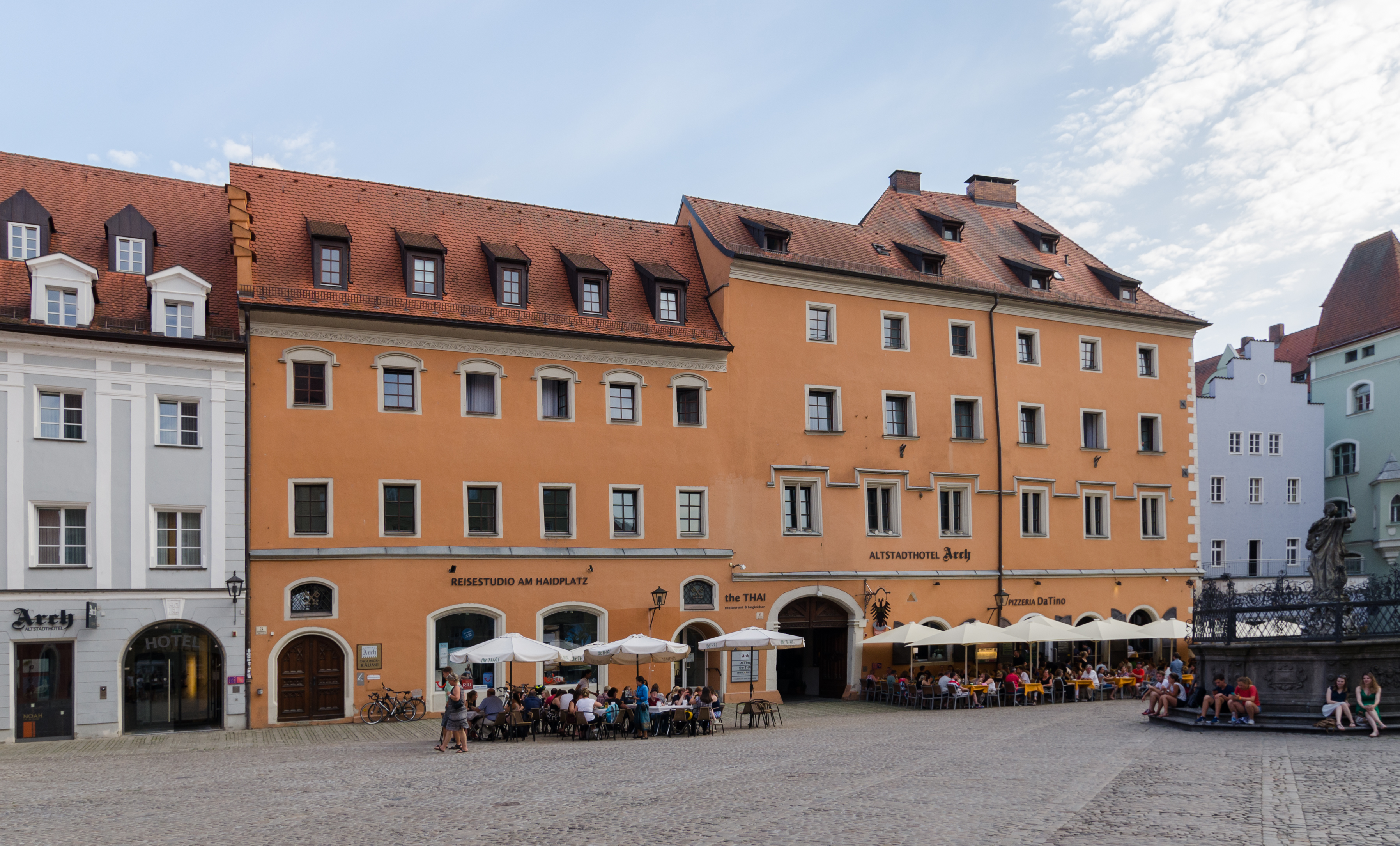
Altstadthotel die Arch

Bekannt ist, dass bereits in spätrömischer Zeit das Gelände außerhalb des römischen Legionslagers vor seiner Westmauer und vor dem Westtor des Lagers, im Einzugsbereich der heutigen Roten Hahnen-Gasse und Hinter der Grieb bis zum südlichen Bereich des heutigen Haidplatzes besiedelt und bebaut war. Zuletzt haben im Jahr 2009 archäologische Probegrabungen im Umfeld der Einmündung der Roten Hahnen-Gasse in den Haidplatz in Verbindung mit älteren Grabungen vor der Einmündung der benachbarten Krebsgasse den Nachweis für einen ehemals vorhandene großen romanischen Patrizierpalast aus dem 12. Jahrhundert ergeben, der mitten auf dem Platz stand. Im Norden wurde der Platz durch die dort verlaufende Ost-West-Handelsstraße begrenzt, die nach dem Bau der Arnulfinischen Stadtmauer um 920 das Hallertor im Osten mit dem Ruozanburgtor im Westen verband. Erst das Verschwinden des erwähnten romanischen Palastes hat im 16. Jahrhundert dem Haidplatz seine heutige Form und Größe gegeben.

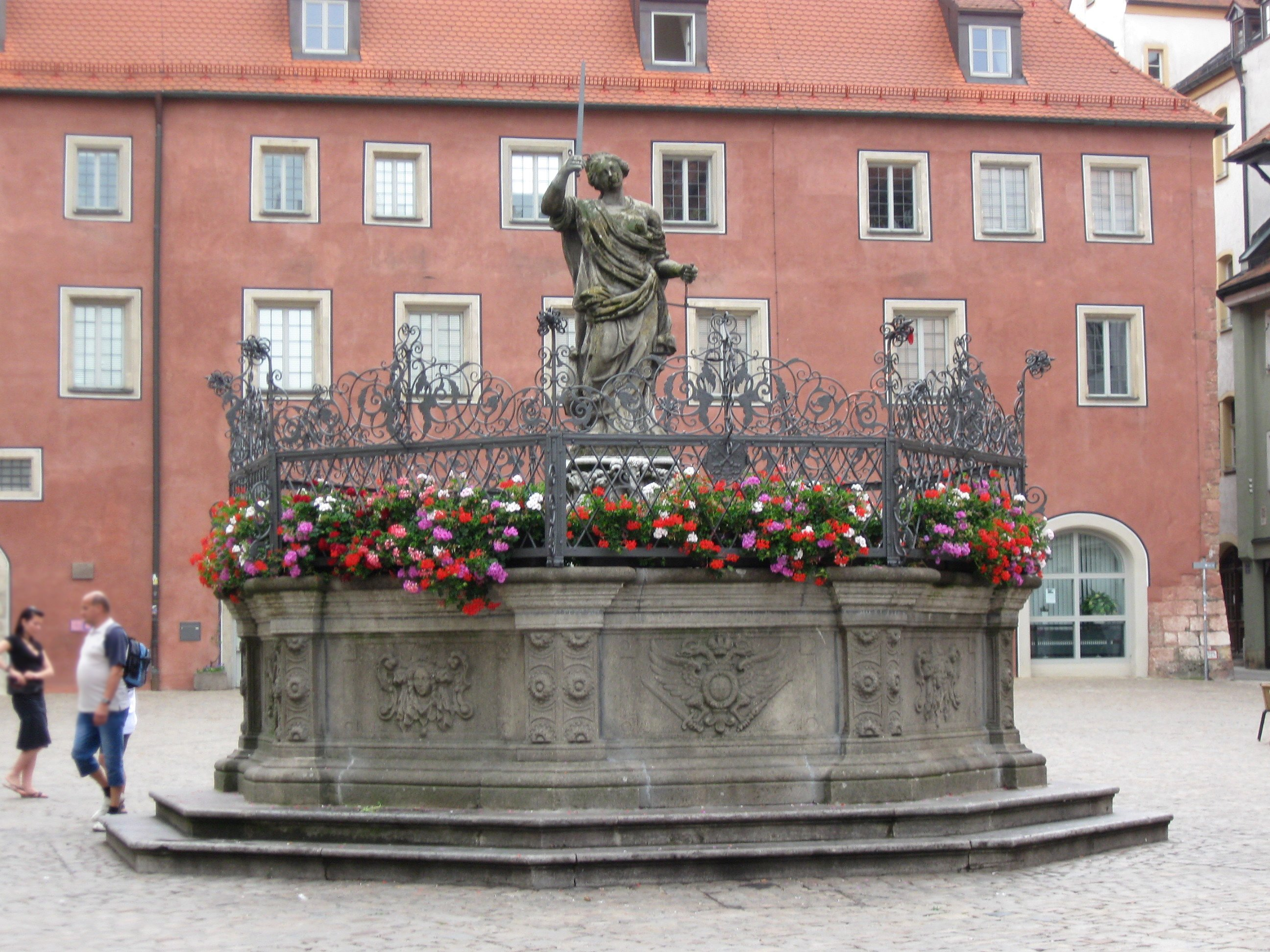
Justitiabrunnen

Im Mittelalter wurden auf dem Platz Ritterturniere abgehalten, an denen z. B. im Jahr 1393 auch 300 Ritter teilnahmen. Der Sage nach soll auf dem Platz auch das Turnier zwischen dem Ritter Dollinger und dem Heiden Krako stattgefunden haben. Im 14. Jahrhundert war der Platz ein Marktplatz für Gemüsegroßhändler. Im späten Mittelalter wurde der Platz auch von Anliegern genutzt. So wurde 1455 mit einem Ratsdekret verboten, „Schweine in den Häusern zu halten und auf die Haid zu treiben“, wie es bis dahin offenbar üblich war. Von Einfluss auf die Gestaltung und Nutzung des Platzes war sicher auch der Verlauf eines Nebenarms des Vitusbaches, der durch die Rote Hahnengasse über den Haidplatz zum Arnulfsplatz und weiter zur Donau floss. Die Bezeichnung „die Arch“ für das schiffsähnliche Eckhaus Nr. 4 wird mit einer Uferbefestigung für den Vitusbach in Zusammenhang gebracht.

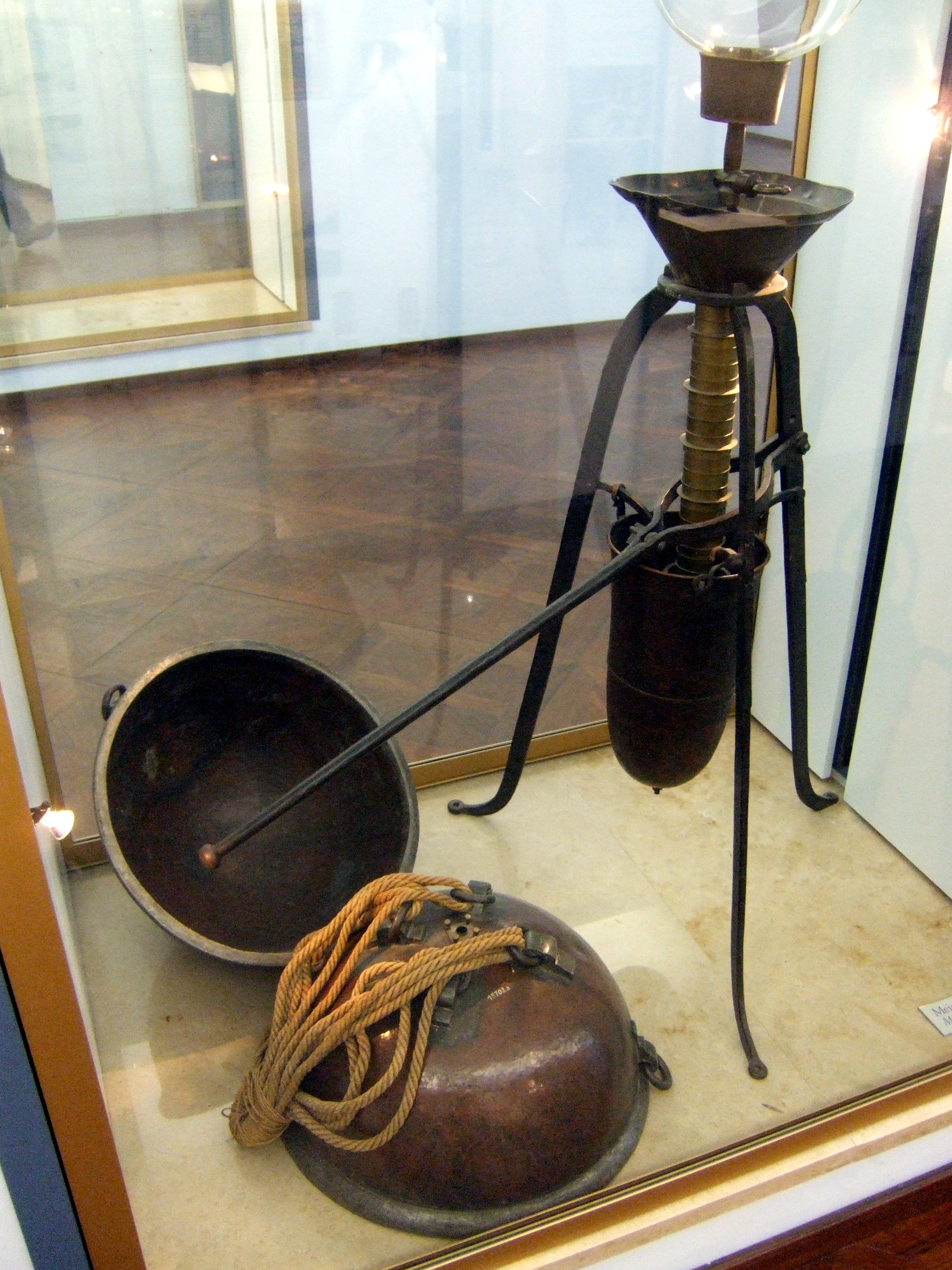
Magdeburger Halbkugeln mit Luftpumpe

Während des Dreißigjährigen Krieges kam es in Regensburg im Februar 1635, nur ein halbes Jahr nach der Rückeroberung der zunächst von den Schweden eroberten Stadt (Kämpfe um Regensburg) durch ein kaiserliches Heer zu einer Demonstration der Macht des Kaisers. Auf seinen Befehl wurde der General im kaiserlichen Heer Hans Ulrich von Schaffgotsch hingerichtet, obwohl er selbst unter Folter den ihm vorgeworfenen angeblichen Verrat am Kaiser nicht gestanden hatte. Die von Schaffgotsch spektakulär inszenierte Hinrichtung, deren Einzelheiten beschrieben sind, wurde beobachtet von den protestantischen Bürgern der Stadt, die den protestantischen General bewunderten und später sein Grab auf dem Gesandtenfriedhof häufig besuchten.
Als Nachfolger eines hölzernen Brunnens von 1551 wurde 1656 in der Mitte des Platzes der barocke Justitiabrunnen errichtet. Die Figur der Justitia des Bildhauers Leoprand Hilmer ist von 1659, das Eisengitter datiert aus dem Jahr 1592. Schon 1654 hatten Schauvorführungen auf dem Haidplatz anlässlich eines Reichstags große Aufmerksamkeit erzielt. Damals demonstrierte Otto von Guericke mit den Magdeburger Halbkugeln der Öffentlichkeit in Anwesenheit von Kaiser Ferdinand III. und vieler Fürsten die spektakulären Wirkungen des Luftdrucks.
Ähnlich große Aufmerksamkeit erzielte im Januar 1673 der französische Chirurg und weithin bekannte, umherreisende Augenarzt Charles Bernovin, der die Menschen auch mit seinen Fähigkeiten als Seiltänzer beeindrucken wollte. Er wollte, mit Feuerwerkskörpern behangen, den Haidplatz auf einem Drahtseil, gespannt vom Turm des Goldenen Kreuzes bis auf das Pflaster vor der Neuen Waag, überqueren. Der Versuch misslang, er stürzte brennend ab und kam zu Tode.
Mit der Einrichtung eines Getreidemarktes begann zu Beginn des 19. Jahrhunderts die wirtschaftliche Nutzung des Platzes. Er blieb aber wegen der Unterkunft in der Kaiserherberge im Goldenen Kreuz immer auch ein Anziehungspunkt bei Besuchen von Kaisern und Königen, wie z. B. bei den Besuchen 1863 von Kaiser Franz Joseph I. und 1842 von König Ludwig I. von Bayern oder 1865 bei einer Ministerkonferenz mit dem preußischen König Wilhelm I. Im Laufe des 20. Jahrhunderts verknüpfte sich die wirtschaftliche Nutzung immer stärker mit einer verkehrlichen Nutzung. Als Teil der räumlich beengten Ost-West-Verbindungsachse der Stadt verliefen über den Haidplatz Straßenbahn- und später Buslinien. Gegen Ende des 20. Jahrhunderts war der Haidplatz ein stark frequentierter Autoparkplatz. Von 1982 bis 1985 wurde der Haidplatz im Zuge der Wiederherstellung der historischen Platzfolge in der Altstadt verkehrsfrei gemacht und sein Erscheinungsbild durch eine neuartige Bepflasterung drastisch aufgewertet. Heute finden am Haidplatz kulturelle und öffentliche Veranstaltungen, Versammlungen und Märkte statt, wobei der weihnachtliche Handwerkermarkt und das Bayerische Jazz-Weekend besonders erwähnenswert sind.

## Randbebauung des Platzes

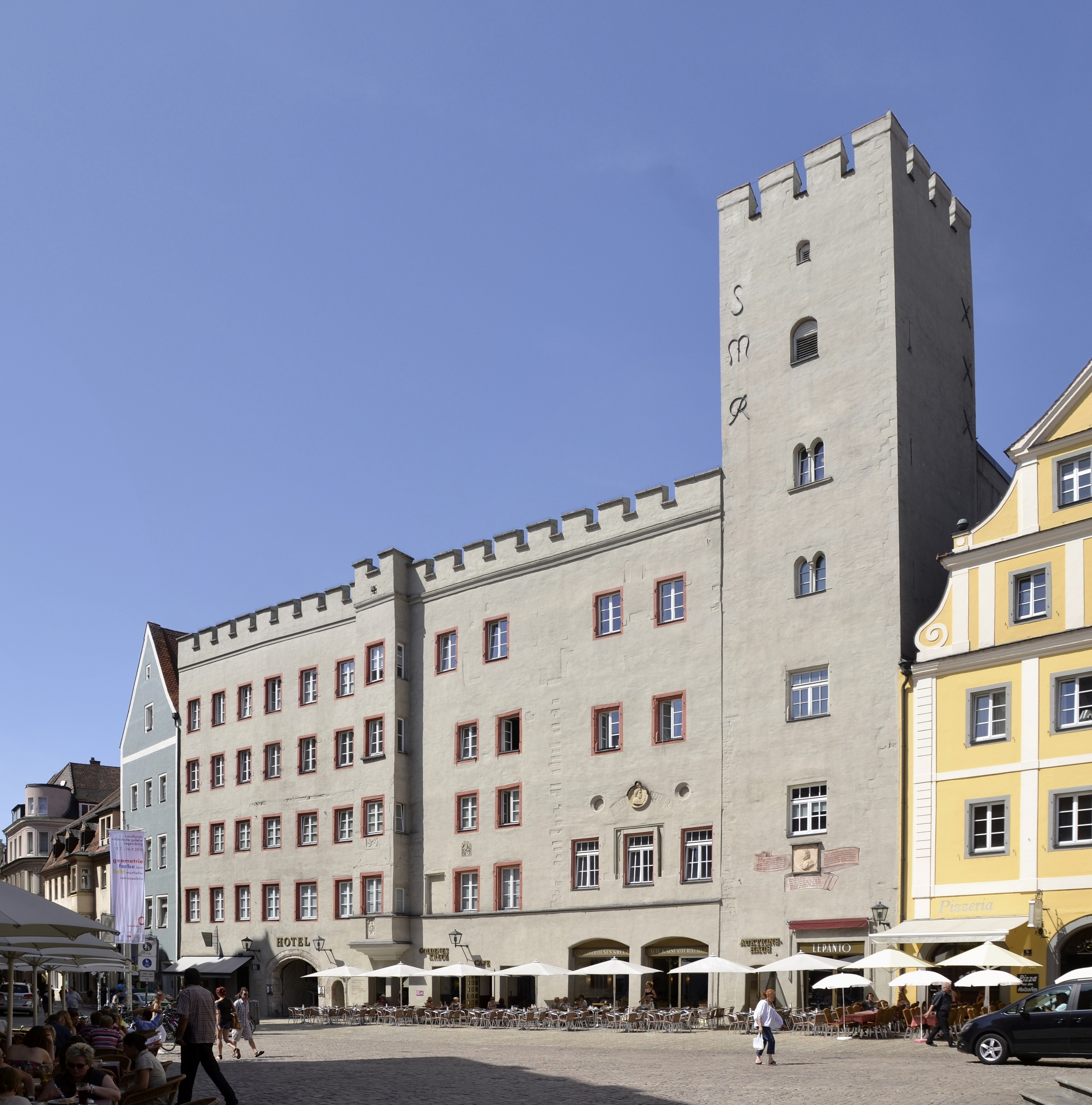
ehemalige Kaiserherberge Goldenes Kreuz

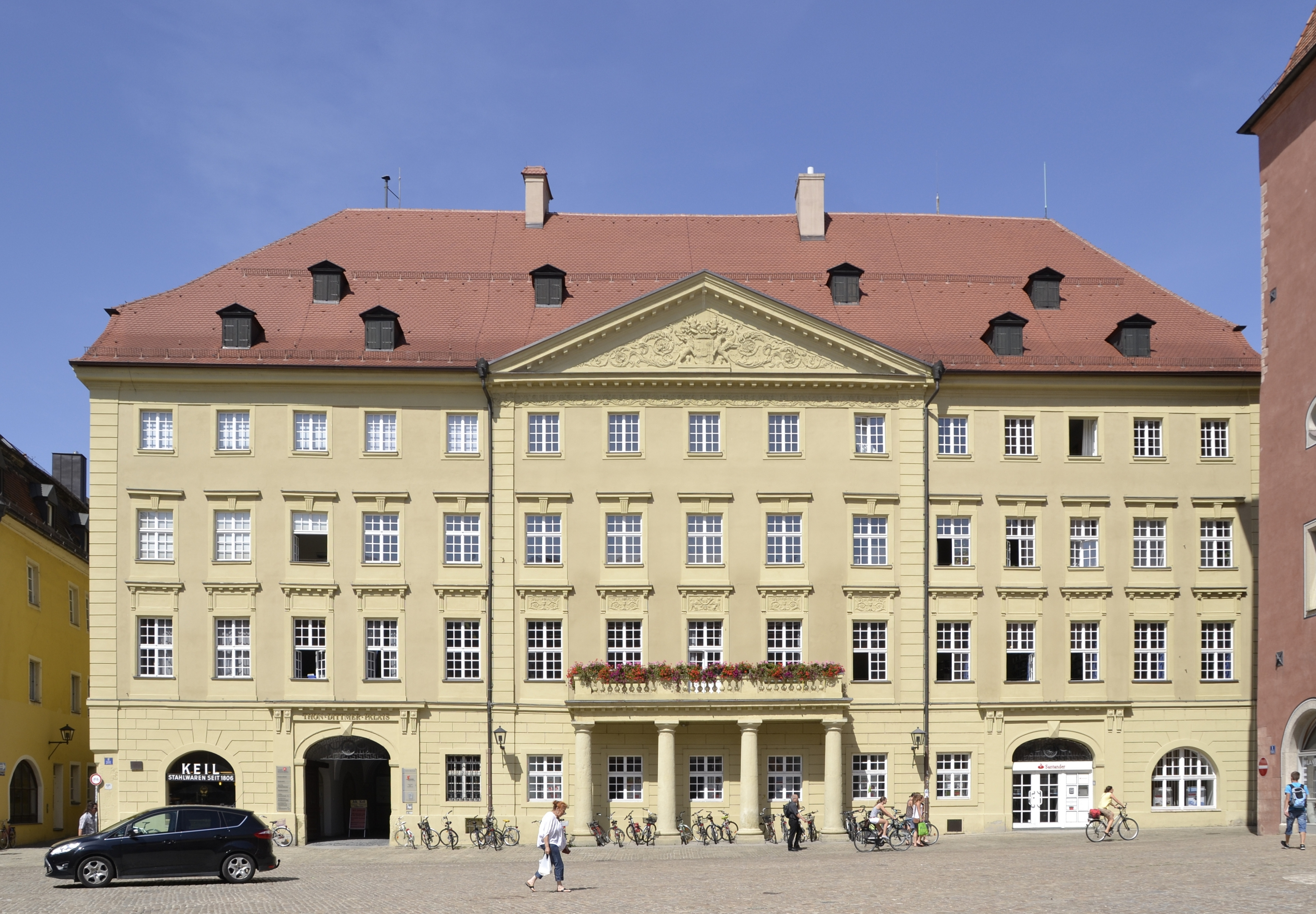
Thon-Dittmer-Palais

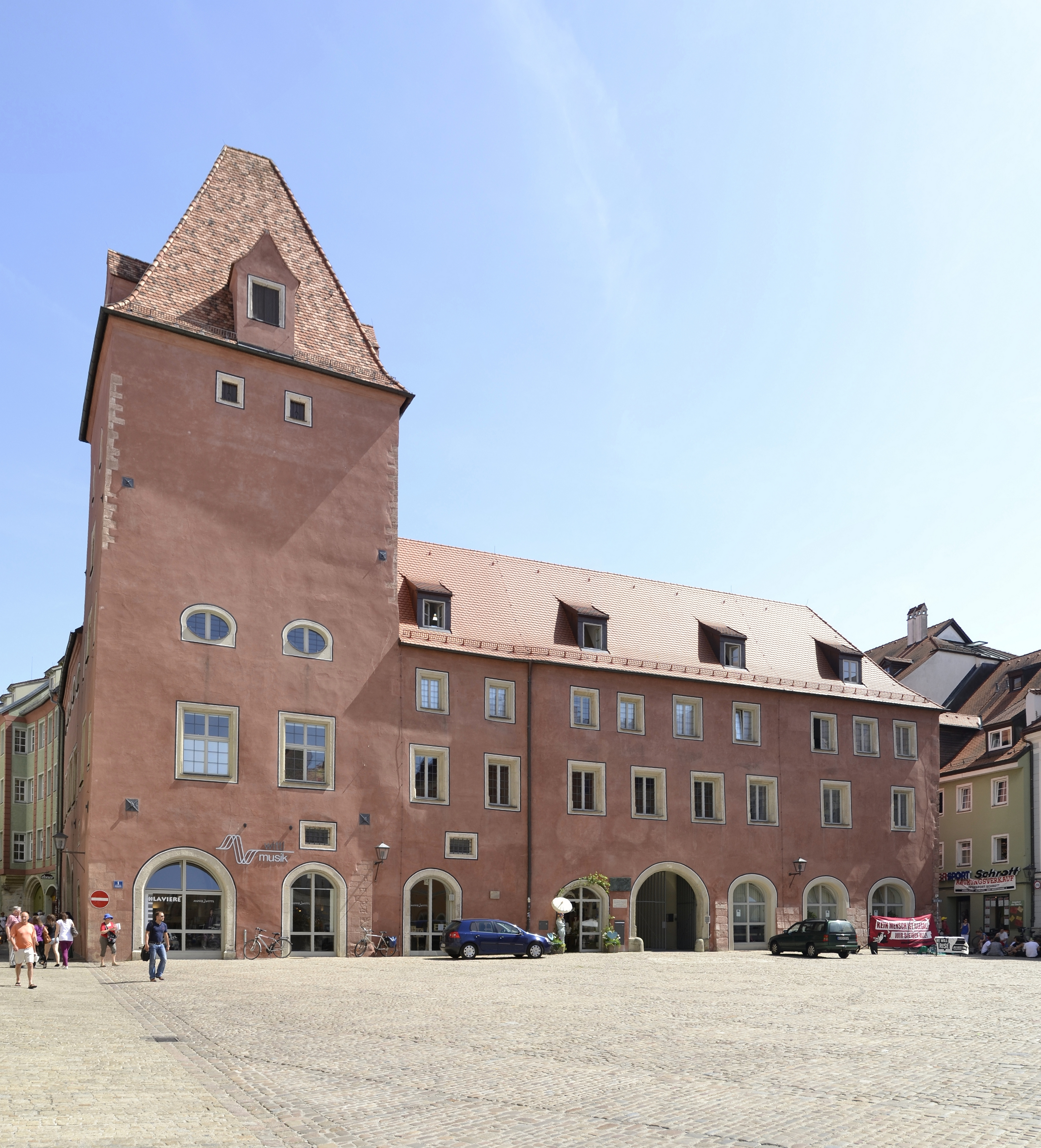
Neue Waag

Bestimmendes Gebäude am nordwestlichen Ende des Platzes ist die frühgotische, um 1250 erbaute Patrizierburg Goldenes Kreuz, die erst 1862 ihre heutige Gestalt erhielt. Vorher bestand die Hausburg aus dem zinnenbewehrten Turm mit einem westlichen, um zwei Geschosse niedrigeren Wohnanbau. Westlich schloss sich ein Wohngebäude mit einem gestaffelten Giebelerker an. Beim Umbau 1862 wurden die beiden ungleichen, westlich an den Turm anschließenden Gebäude zu einer gemeinsamen Front mit Zinnenabschluss zusammengebunden.
Beide Wohngebäude hatten mehrere Besitzer, darunter anfangs die Familie der Weltenburger, im 15. Jahrhundert die Familie Zeller und im 16. Jahrhundert die Familie Thuner. Bereits im 16. Jahrhundert war das Haus mit zinnengekröntem Turm und Hauskapelle ein Gasthof und diente zahlreichen Fürsten und Kaisern als Herberge. Bekanntester Gast war Kaiser Karl V., der dort 1532, 1541 und 1546 abstieg. Während des letzten Aufenthaltes wurde die 18-jährige Gürtlerstochter Barbara Blomberg die Geliebte des 46-jährigen Kaisers. Aus der Beziehung ging Juan de Austria hervor, der spätere Sieger über die Türken in der Seeschlacht von Lepanto. Auch später verweilten im Gasthof Zum Goldenen Kreuz Persönlichkeiten wie König Ludwig I. von Bayern, der deutsche Kaiser Wilhelm I. und Kaiser Franz Josef I. von Österreich. Noch heute dient das Gebäude als Hotel und Café.
Östlich neben dem Goldenen Kreuz befindet sich das klassizistische Thon-Dittmer-Palais. Diese Gebäude entstand in zwei Stufen zwischen 1781–1785 und 1808 bis–1809 aus zwei mittelalterlichen Hausburgen, die vom fürsterzbischöflich-dalbergischen Hofbaumeister Emanuel Herigoyen hinter einer klassizistischen Fassade zusammengefasst wurden und bis 1856 im Besitz der Kaufmannsfamilie Thon-Dittmer blieb. Danach ging es in den Besitz der Stadt Regensburg über, die dort Schulen und von 1904 bis 1975 im Innenhof eine Feuerwache mit Garagen einrichtete. 1981 wurde eine vollständige Sanierung des Gebäudes und des Innenhofes mit Freilegung und Neubau der Arkaden abgeschlossen. Heute sind dort Kulturreferat, Volkshochschule, Stadtbücherei, Deutsch-Amerikanisches Institut und das Theater am Haidplatz untergebracht. Im Untergeschoss befindet sich die 1968 freigelegte gotische Sigismund-Kapelle von 1270. Im Renaissance-Arkadenhof finden regelmäßig kulturelle Ereignisse, u. a. klassische Konzerte und die Regensburger Stummfilm-Tage, statt.
Das Gebäude, das die gesamte Ostseite des Platzes einnimmt, ist die Neue Waag. Das ehemalige Patrizierhaus der Familie Altmann wurde 1441 von der Stadt erworben und beherbergte danach die Stadtwaage und die „Herrentrinkstube“. 1541 fand in der Neuen Waag das Religionsgespräch zwischen Philipp Melanchthon und Johannes Eck statt. Die Arkadengänge im Innenhof stammen aus dem Jahr 1575. Im Gebäude wurde 1782 der klassizistische, über zwei Geschosse reichende Napoleonsaal eingebaut, in dem bis 1873 die Städtische Bibliothek untergebracht war. 1940 kam das Gebäude in den Besitz des Landes Bayern und wurde 1944 als eines der wenigen Gebäude in der Innenstadt durch Bombentreffer schwer geschädigt. Seit 1960 ist das Gebäude wieder nutzbar und heute der Sitz des Verwaltungsgerichtes. Im Erdgeschoss befindet sich im gotischen Gewölbe der ehemaligen Hauskapelle an der zum Alten Rathaus führenden Neuen Waag-Gasse das steinerne „Stadtmäuschen“.
Die Südseite des Platzes wird beherrscht von der hochgotischen Hausburg, genannt die Arch, die sich mit ihrer schmalen, durch Eckverquaderung verstärkten Westfassade wie der Bug eines Schiffes zwischen Haidplatz und Rote-Hahnen-Gasse schiebt. Der Name des Hauses könnte auch auf eine erforderliche Uferbefestigung hinweisen, die hier für den Vitusbach benötigt wurde. Der Bach, der von Süden kommend und dem Verlauf der Roten-Hahnen-Gasse folgend hier den Haidplatz erreichte, musste ab hier nach Westen zum Arnulfsplatz umgeleitet werden, was ein befestigtes Ufer nötig machte. Als früheste Besitzer der Hausburg Arch sind Otto Woller († 1377) und Stephan Notangst († 1427) bekannt. Im 18. Jahrhundert war das Gebäude im Besitz der Familie Gumpelzhaimer.
Östlich der Arch findet sich das sogenannte Bruderhaus, das sich nach Süden bis hin zur Roten-Hahnen-Gasse erstreckt. Das Gebäude war seit 1419 ebenfalls im Besitz des reichen Bürgers Stephan Notangst, der es zwölf alten Handwerkern als Wohnort zur Verfügung stellte. Diese Stiftung war die erste Stufe zur Gründung der evangelischen Bruderhausstiftung, die 1444 durch Vereinigung mit der Kastenmayerstiftung entstand.

## Bauwerke am Haidplatz

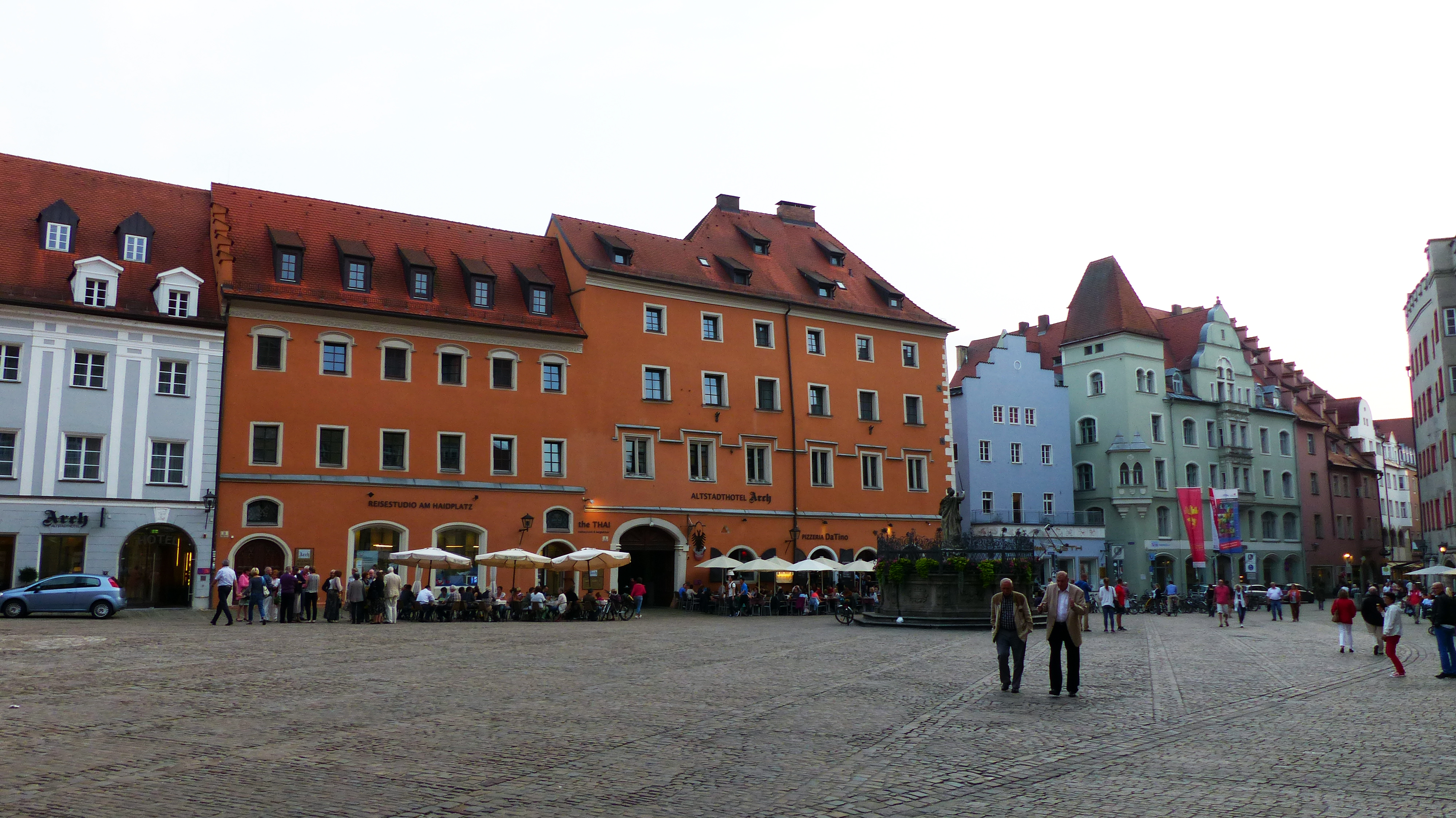
Blick von Nord-Osten über den Haidplatz auf die Arch und Bruderhaus (links)
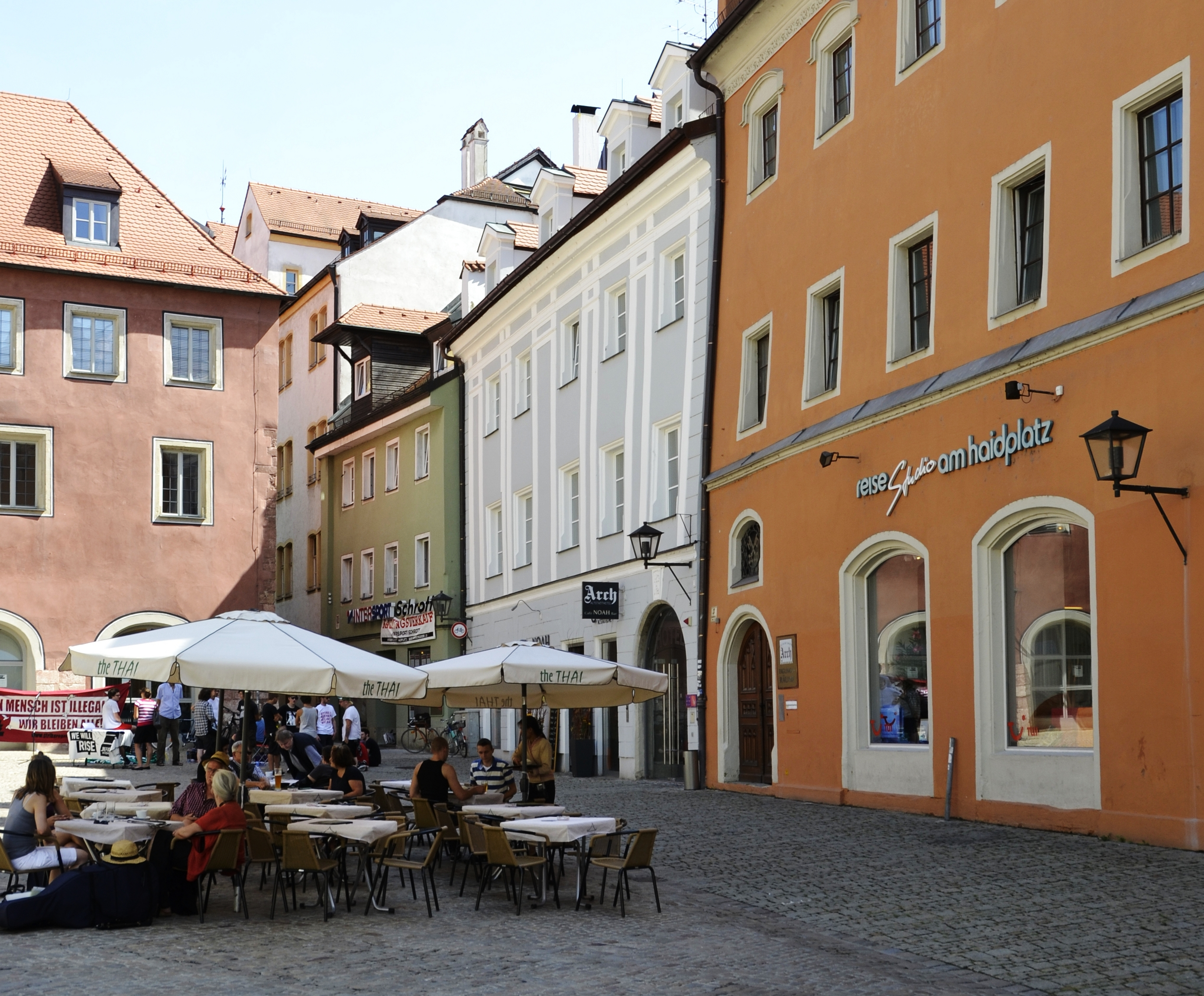
Blick nach Südost auf Arch (rechts), Bruderhaus, Neue Waag
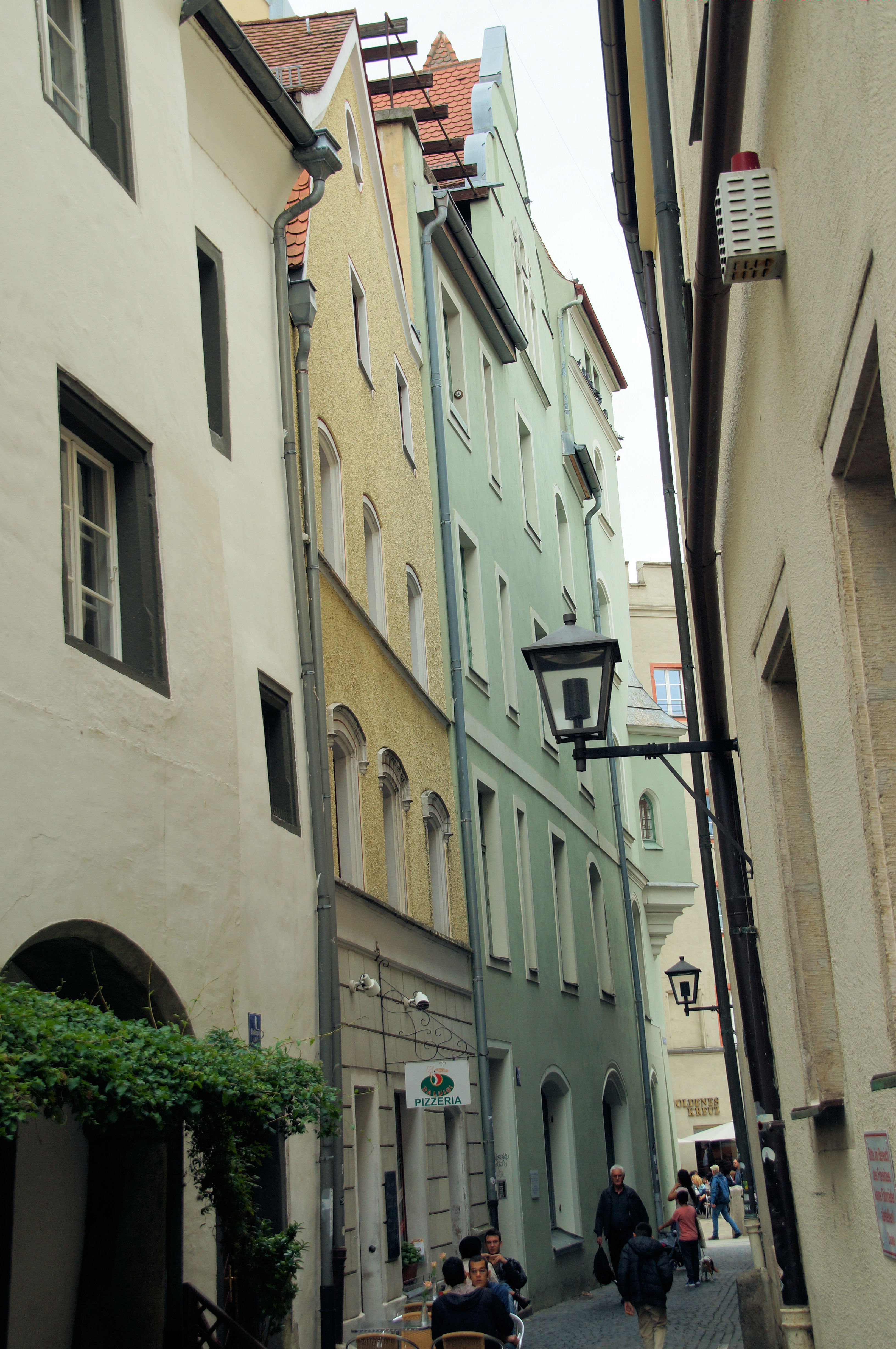
Blick vom Haidplatz in die Krebsgasse nach Süden
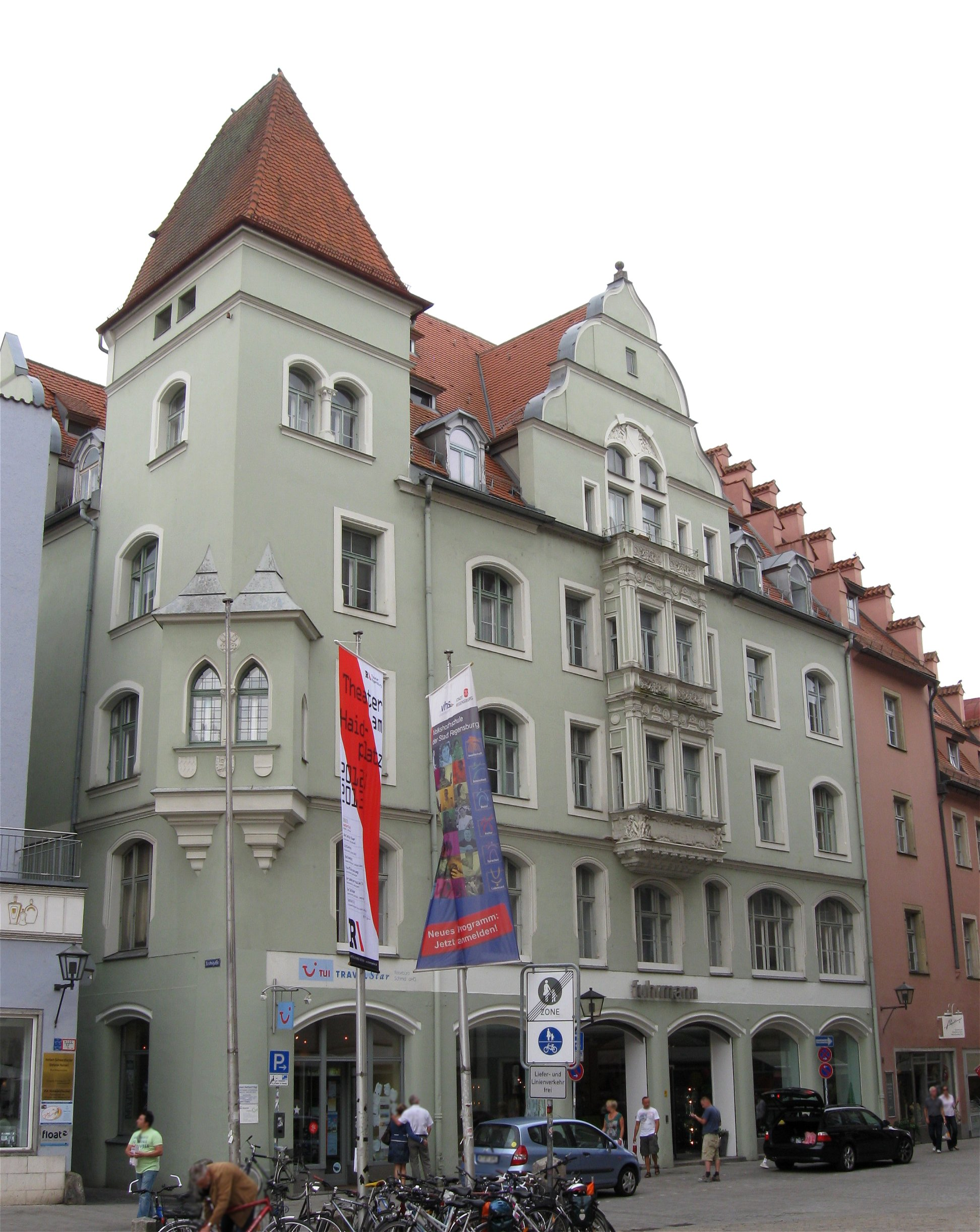
Haidplatz am Eck zur Krebsgasse